# مارك رومان
مارك رومان (بالإنجليزية: Mark Roman)‏ هو لاعب كرة قدم أمريكية أمريكي، ولد في 26 مارس 1977 في نيو أيبيريا في الولايات المتحدة.

## وصلات خارجية
- مارك رومان على موقع مرجع كرة القدم المحترفة.كوم (الإنجليزية)